# Angus (band)
Angus is een Nederlandse heavymetalband afkomstig uit Amsterdam.

## Geschiedenis
De band Angus dateert uit 1983 en was een van de eerste Nederlandse hardrockbands die in korte tijd evolueerde tot een heavymetalband. Angus stond met de nummers 'Aliens' en 'Lonesome Fighter' op de verzamel-lp The Heavy Touch en bracht kort daarna de lp Track of Doom (1985) uit via Megaton Records. De band produceerde de lp zelf en nam de nummers op in slechts zeven dagen. De lp kreeg aandacht in de landelijke nieuwsmedia en met het nummer 'When Giants Collide' kwam Angus op de landelijke televisie. Na het uitbrengen van Track of Doom ging Angus op tournee door het vaderlandse clubcircuit. Track of Doom werd ook in de Verenigde Staten uitgebracht op lp en muziekcassette via Medusa Records.
De 12"-single Papa don't Freak (1986) was een erotisch getinte parodie van Madonna's wereldhit 'Papa Don't Preach'. Het was met name de coverfoto van 'Papa don't Freak' die de Nederlandse muziekpers in beroering bracht. Op de cover stonden de vier bepaald niet slanke bandleden, opgemaakt in felle make-up en uitgedost in nietsverhullende dameslingerie voor de ingang van een peepshow ergens in het Amsterdamse Wallengebied. Destijds werd deze foto door het muziekblad Hitweek uitgeroepen tot de walgelijkste coverfoto van het jarentachtigtijdperk. Doch het ging niet alleen om de foto. Madonna's commerciële 'Papa don't Preach' werd door het wilde gitaarspel van Bert Foxx en de seksueel getinte, dubbelzinnige teksten van William Lawson ruw verbouwd. Het werd een strijdlied van een tegencultuur.
Hiermee nam Angus niet alleen zichzelf als metalband op de korrel, maar hield de band het hele genre waartoe het zelf behoorde een spiegel voor. Angus was een voortrekker van het 'de-commercialiseren' van de Nederlandse metal. De bandleden kwamen allen voort uit de arbeidersklasse en wilden zich afzetten tegen de opgelegde waarden en normen van de heersende elite. De muziek en de teksten van de band waren een muzikale aanklacht tegen het commercieel uitbuiten van muzikanten en bands door het grootkapitaal. Het is ook daarom dat Angus nooit een 7"-single heeft uitgebracht van latere uitgaven en eerder succesvol was in de metal-undergroundscene dan in het reguliere bandcircuit. De band wilde in feite geen commercieel succes worden.
Na 'Papa don't Freak' kwam de tweede lp van Angus uit via Megaton Records, 'Warrior of the World' (1986). De lp werd geproduceerd door de Engelse John Tilly die de sound vervolmaakte. Op de lp werd speedmetal afgewisseld door heavy metal. Voor het eerst werd ook een heavy ballad opgenomen, 'I'm a fool with love'. Ook deze lp kreeg landelijke aandacht. De band was een regelmatige gast van het destijds bekende radioprogramma VARA's Vuurwerk. Angus toerde opnieuw door het clubcircuit, maar had steun nodig van het eigen platenlabel om zich te kunnen ontwikkelen. Dit gebeurde niet: het faillissement van Megaton Records luidde tevens het einde in van de band op dat moment.
Met het verstrijken van de jaren na de uitgave van 'Warrior of the World' kreeg Angus steeds meer een cultstatus in de metal-underground. Het was vanwege deze status dat Sentinel Steel Records uit New Jersey de band cont(r)acteerde en de lp's Track of Doom en Warrior of the World na een remix en remastering op één cd uitbracht in 2001. Deze cd was een ode aan plek die de band innam in de Nederlandse metalscene uit de jaren tachtig van de vorige eeuw. De uitgave getiteld Metal Warriors uit 2002 door het Nederlandse Steelhunter Records versterkt cultstatus en de anticommerciële houding van de band door in het tijdperk van de cd, dvd en mp3 een lp uit te brengen met oude demo-opnamen van Angus.
Vanaf 2002 blies William Lawson de band weer nieuw leven in en trad Angus weer sporadisch op. In het buitenland blijkt de band bekender dan in eigen land. Angus trad op in het hoofdprogramma van het Duitse Swordbrothers Festival in 2012 en speelde samen met Raven op het Griekse Up the Hammers in 2013. Hierna stopte de band voorgoed.

## Originele bezetting
- Edgar Lois - zang
- Gerard Carol - bas
- Bert 'Foxx' Ettema - gitaar
- William Lawson - drums

## Bandleden 1983-2013
- Edgar Lois - zang
- John Cuypers - zang
- Nolle Green - zang
- Nico Perreijn - zang
- Gerard Carol - bas
- Mike Shults - bas
- Rob Bonte - bas
- Rene Bouwer - bas
- Bert 'Foxx' Ettema - gitaar
- Jack Winder - gitaar
- Patrick Kruijer - gitaar
- William Lawson - drums
- Robert Voogt-Gitaar
- Rob Dijkstra-Drums
- Arwin Vergers-Bas.

## Discografie
- 1985 - The Heavy Touch (Ivory Tower), verzamel-lp
- 1986 - Track Of Doom (Megaton), lp
- 1986 - Papa don't Freak (Megaton), 12"-single
- 1987 - Warrior Of The World (Megaton), lp
- 2001 - Track Of Doom / Warrior Of The World (Sentinel Steel), cd
- 2001 - Heavy Metal Maniacs part 2 (HMM), verzamel-cd
- 2002 - Metal Warriors (Steelhunter), lp
- 2015 - Dutch Steel (Tonefloat), lp/cd
- 2015 - Track of Doom/Warrior of the World (Cultmetal Rec.), cd